# Callitrichia formosana
Callitrichia formosana är en spindelart som beskrevs av Ryoji Oi 1977. Callitrichia formosana ingår i släktet Callitrichia och familjen täckvävarspindlar. Inga underarter finns listade.